# 治麟
治麟（1844年—1887年），顏札氏，字安甫，号舜臣、筱坪，滿洲正黃旗人。清朝政治人物，進士出身。

## 生平
廕生。光緒二年（1876年），鄉試中舉。光緒三年（1877年），登進士。光绪三年五月，改翰林院庶吉士。光绪六年四月，散館后，授翰林院編修。光緒五年，任武英殿協修。次年授翰林院編修。光緒八年，任國子監司業。

## 家庭
- 父咸豐二年（1852年）壬子恩科进士景廉。母爱新觉罗氏（父宗室玉英，祖父吏部尚書勤僖公宗室琳寧 (清朝宗室)，先祖莊親王舒爾哈齊）。